# Model amb excés de zeros

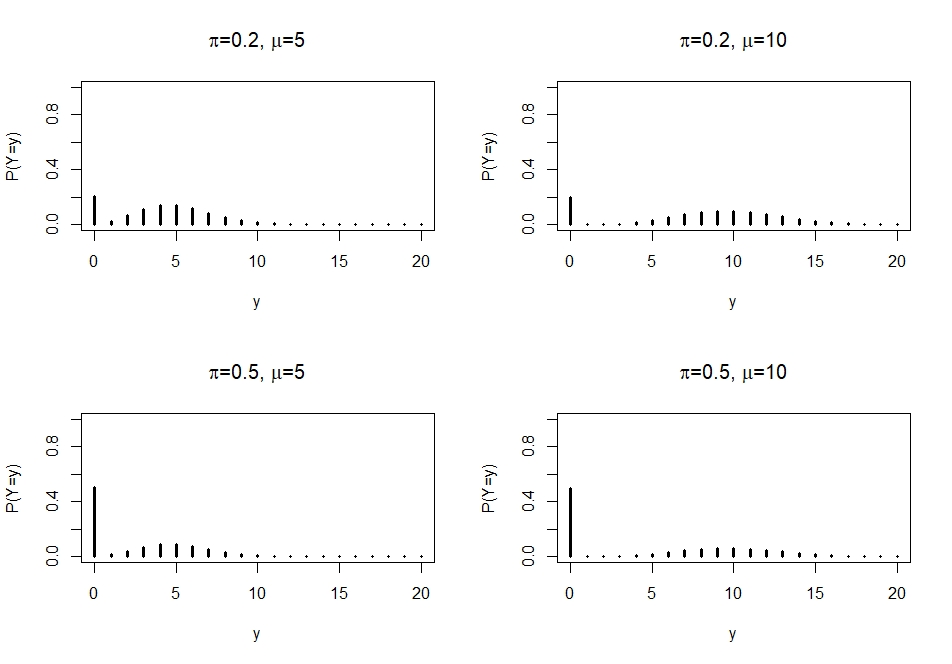
Histogrames de 4 distribucions de Poisson inflades zero (ZIP) amb una mitjana de 5 o 10 i una proporció d'inflació zero de 0,2 o 0,5.

En estadística, un model amb excés de zeros és un model estadístic basat en una distribució de probabilitat inflada de zeros, és a dir, una distribució que permet fer observacions freqüents de valor zero.
Els models zero-inflats s'utilitzen habitualment en l'anàlisi de dades de recompte, com ara el nombre de visites que fa un pacient a la sala d'urgències en un any o el nombre de peixos capturats en un dia en un llac. Les dades de recompte poden prendre valors de 0, 1, 2, … (valors enters no negatius). Altres exemples de dades de recompte són el nombre d'èxits registrats per un comptador Geiger en un minut, els dies de pacients a l'hospital, els gols marcats en un partit de futbol i el nombre d'episodis d'hipoglucèmia per any per a un pacient amb diabetis.
Per a l'anàlisi estadística, la distribució dels recomptes sovint es representa mitjançant una distribució de Poisson o una distribució binomial negativa. Hilbe assenyala que "la regressió de Poisson es concep tradicionalment com el model de recompte bàsic sobre el qual es basen una varietat d'altres models de recompte". En un model de Poisson, “... la variable aleatòria {\displaystyle y} és la resposta i el paràmetre del recompte {\displaystyle \lambda } (lambda) és la mitjana. Sovint, {\displaystyle \lambda } també s'anomena paràmetre de velocitat o intensitat... En la literatura estadística, {\displaystyle \lambda } també s'expressa com {\displaystyle \mu } (mu) quan es refereix a Poisson i als models binomials negatius tradicionals.
En algunes dades, el nombre de zeros és més gran del que s'esperaria amb una distribució de Poisson o una distribució binomial negativa. Les dades amb un excés de zero recomptes es descriuen com a zero-inflat.
Histogrames d'exemple de distribucions de Poisson inflades zero amb mitjana {\displaystyle \mu } de 5 o 10 i proporció d'inflació zero {\displaystyle \pi } de 0,2 o 0,5 es mostren a continuació, basats en el programa R ZeroInflPoiDistPlots. R de Bilder i Laughlin.